# Насыр Мухаммад
Насы́р Мухаммад (узб. Nosir Muhammad, настоящее имя Насриддин Мухаммадиев, узб. Nasriddin Muxammadiev; родился 2 декабря 1946 года, пос. Яккабаг, Кашкадарьинская область, Узбекистан) — узбекский поэт, переводчик, журналист-международник. Является автором примерно двадцати поэтических и научно-популярных книг. Заслуженный работник культуры Республики Узбекистан (2008).

## Биография
Насриддин Мухаммадиев родился в 1946 году поселке Яккабаг, Кашкадарьинской области.
С 1964 по 1968 год учился в Ташкентском Государственном Университете. После университета начал свою трудовую деятельность в редакции газеты «Тошкент окшоми», где изначально работал младшим литературным сотрудником и повышался до заведующим отделом. С 1976 по 1979 год работал переводчиком персидского языка в Иране. В 1983—1993 годах являлся ответственным секретарем молодежного журнала «Ёшлик». В 1993—1994 годах работает главным редактором отдела международной информации национального информационного агентства Узбекистана(УзА). В 1994 становится 1-м секретарём пресс-службы Министерства Иностранных дел Республики Узбекистан, и работает на данной должности до 1996 года в том же году становится 1-м секретарём Посольства Узбекистана в Турции. С 1999 по 2005 годы ведет деятельность в качестве ведущего консультанта Пресс-службы Аппарата Президента Республики Узбекистан. С октября 2005 года является директором Республиканского интернационального культурного центра. В 1980—1996 годах получил известность внештатного международного комментатора Узбекистана. С 1972 и 1989 года соответственно является членом Союза Журналистов и Союза Писателей Узбекистана.
Насриддин Мухаммадиев скончался в возрасте 70 лет в 2017 году.

## Творчество
Автор около 20 книг. Является автором множества стихотворений на русском и узбекском языках. Написанные им стихотворения публиковались в московских альманахах — «Истоки» (в 1977 и 1980 годах), «Вдохновение» (1979), «Поэзия»(1982) и в ташкентских выпусках «Признание»(2007) и «Родина Любви»(2009), кроме того его творения периодически печатаются в журналах и газетах Узбекистана.

## Премии и награды
В 1992 году был награждён Почётной грамотой Республики Узбекистан. В 2008 году был удостоен звания Заслуженного работника культуры Республики Узбекистан.
В честь 20-летнего юбилея Республиканского интернационального культурного центра награждён Почётным знаком «Россотрудничества» — «За дружбу и сотрудничество».
Удостоен знака отличия «За заслуги в польской культуре» Министерством культуры Республики Польша.